# Lac Devenyns
Lac Devenyns är en sjö i Kanada.   Den ligger i regionen Lanaudière och provinsen Québec, i den sydöstra delen av landet, 230 km nordost om huvudstaden Ottawa. Lac Devenyns ligger 390 meter över havet. Arean är 22,7 kvadratkilometer. Den sträcker sig 8,2 kilometer i nord-sydlig riktning, och 7,5 kilometer i öst-västlig riktning.
I omgivningarna runt Lac Devenyns växer i huvudsak blandskog. Trakten runt Lac Devenyns är nära nog obefolkad, med mindre än två invånare per kvadratkilometer.